# Ostre majaczenie
Ostre majaczenie (łac. delirium acutum, ang. delirious mania) – postać ostrej psychozy, w której obrazie klinicznym występuje silne pobudzenie ruchowe, bezsenność, zaburzenia świadomości, dezorientacja, omamy słuchowe i wzrokowe, objawy katatoniczne (mutyzm, negatywizm, objawy echowe). Obraz kliniczny ostrego majaczenia łączy objawy manii, majaczenia i katatonii. Klasyczne opisy zespołu opisali Louis Florentin Calmeil (1832), Luther Bell (1849) i Henry Maudsley (1867).
Od połowy lat 80. opisywano w anglojęzycznym piśmiennictwie przypadki tzw. excited delirium (excited delirium syndrome, ExDS) u osób w stanie intoksykacji stymulantami (kokainą, amfetaminą, syntetycznymi katynonami), nierzadko kończące się śmiercią. Na obraz zespołu składają się dziwaczne i agresywne zachowania, krzyk, urojenia prześladowcze, paniczny lęk i hipertermia. Podkreśla się podobieństwo tego zaburzenia do ostrej manii opisywanej przez Bella w XIX wieku u pacjentów zakładów psychiatrycznych. Niekiedy utożsamiany jest z ostrą śmiertelną katatonią.